# Cerbón

Umístění obce v provincii Soria

Cerbón je obec ve Španělsku. Leží v provincii Soria v autonomním společenství Kastilie a León. Součástí obce je samota Las Fuesas.
Podle sčítání z roku 1842 měla obec 154 obyvatel v 39 domech. Po většinu 20. století se počet obyvatel pohyboval mezi 250 a 300, od 70. let začal ale výrazně klesat, takže v roce 2010 zde žilo již jen 34 lidí.
V obci se nachází kostel svatého Petra z konce 12. století, jenž je od roku 2014 chráněn jako kulturní památka.